# SARCOM II
SARCOM II steht für SAR Communication System und ist das Betriebsfunknetz der Deutschen Gesellschaft zur Rettung Schiffbrüchiger. Es wird von der Küstenfunkstelle der DGzRS Bremen Rescue Radio (BRR) ferngesteuert.
Zur Verbesserung der Kommunikation mit den SAR-Einheiten (Seenotrettungskreuzer und anderen DGzRS-Einheiten) über UKW-Frequenzen unterhält die DGzRS  SARCOM II. Mit SARCOM II verfügt die DGzRS über ein UKW-Relaisfunknetz, das mit insgesamt 23 Relais in den SAR-Einsatzgebieten in Nord- und Ostsee flächendeckend arbeitet. Flächendeckend wird der UKW-Kanal 0 (156,0 MHz) genutzt. Die meisten Stationen arbeiten dazu auch auf Kanal 16. Unabhängig von den UKW-Kanälen kommuniziert BRR mit den DGzRS Einheiten auch über Grenz- und Kurzwelle.